# Görög és latin mitológiai alakok listája

## A görög és a római megfeleltetési rendszerről
Az alábbi táblázat egymás mellé helyezi azokat a görög és római mitológiai neveket, melyeknél a megfeleltetést mint fordítási konvenciót a hellenisztikus kor gyakorlata rögzítette (és utóbb ezt átvette az európai műveltség is). A megfelelés azonban sem a nevek, sem a mögöttes tartalmak esetében nem teljes. A görög és a római vallás más-más világ, sőt az előbbi önmagában sem egységes, több kultúrát egyesít a görögségen belül is, az utóbbi pedig eleve összetett gyökerű és az idők során mindkettő sokat változott.

## Görög és római mitológiai alakok
| görög                      | római       | megjegyzés |
| -------------------------- | ----------- | --- |
| Abdérosz                   |             | Hermész fia, Héráklész barátja                                                                                 |
| Admété                     |             | Eurüsztheusz lánya                                                                                             |
| Admétosz                   |             | a thesszáliai Pherai királya, Alkésztisz férje                                                                 |
| Adónisz                    |             | Aphrodité kedvese, gyönyörű ifjú vadász                                                                        |
| Adraszteia                 |             | Melisszeusz leánya, nimfa, Zeusz dajkája                                                                       |
| Adraszteia (Ananké leánya) |             | Ananké leánya, az emberek igazságtalanságát üldözte, és megbüntette a hazugokat                                |
| Adrasztosz                 |             | argoszi király, a Thébait ostromló hét vezér egyike                                                            |
| Adrésztosz                 |             | Meropsz jós fia, a trójaiak szövetségese                                                                       |
| Aeropé                     |             | Atreusz király krétai felesége, Agamemnón és Menelaosz anyja                                                   |
| Agamemnón                  |             | a görög sereg fővezére a trójai háborúban                                                                      |
| Aiaié                      |             | mesés sziget, Kirké lakóhelye                                                                                  |
| Aidósz                     |             | szemérmesség, becsületérzés                                                                                    |
| Aigeusz                    |             | Thészeusz apja, az Égei-tenger névadója                                                                        |
| Aigisz                     |             | Zeusz pajzsa                                                                                                   |
| Aiglé                      |             | a Heszperiszek kertjét őrző nimfák egyike                                                                      |
| Aineiasz                   | Aeneas      | Aphrodité és Ankhiszász fia, az Itáliába menekült trójaiak vezére                                              |
| Aiolosz                    | Aedus       | a szelek királya                                                                                               |
| Airéné                     | Pax         | Hóra, a béke istennője                                                                                         |
| Akhelóosz                  |             | folyamisten |
| Akherón                    |             | az alvilág egyik folyója                                                                                       |
| Akhilleusz                 |             | Peleusz és Thetisz fia, a trójai háború hőse                                                                   |
| Aktaión                    |             | Arisztaiosz fia, szenvedélyes vadász                                                                           |
| Alküoné                    |             | Aiolosz leánya, az istenek jégmadárrá változtatták / a Pleiaszok egyike                                        |
| Amaltheia                  |             | kecske, amely a csecsemő Zeuszt táplálta                                                                       |
| Amazonok                   |             | harcias asszonynép                                                                                             |
| Ambroszia                  |             | a menádok egyike                                                                                               |
| Ambrózia (mitológia)       |             | az istenek tápláléka és illatszere                                                                             |
| Ampelosz                   |             | egy szatír és egy nimfa fia, Dionüszosz kedveltje                                                              |
| Amphión                    |             | Zeusz és Antiopé fia, lantjátékáról híres thébai király                                                        |
| Amphitrité                 |             | Poszeidón felesége                                                                                             |
| Andraszteia                |             | nimfa, Zeusz dajkája                                                                                           |
| Andromakhé                 |             | Hektór felesége                                                                                                |
| Androméda                  |             | Perszeusz felesége, halála után az égre helyezték                                                              |
| Antaiosz                   |             | Gaia fia |
| Antikleia                  |             | Odüsszeusz anyja                                                                                               |
| Antiphatész                |             | emberevő óriás                                                                                                 |
| Aphrodité                  | Venus       | szépség, szerelem                                                                                              |
| Apollón                    | Apollo      | Zeusz és Létó fia; gyógyítás, jóslás, művészet, nap                                                            |
| Arész                      | Mars        | háborúisten |
| Argó                       |             | a csodálatos hajó, amelyen az argonauták Kolkhiszba utaztak                                                    |
| Argosz                     |             | Odüsszeusz hűséges vén kutyája                                                                                 |
| Argosz                     |             | az argonauták hajójának építője                                                                                |
| Argosz                     |             | Gaia fia, ezerszemű szörnyalak                                                                                 |
| Artemisz                   | Diana       | Zeusz és Létó leánya; női erény, asszonyok, vadászat, Hold                                                     |
| Aszklépiosz                | Aesculapius | gyógyítás |
| Até                        |             | balsors |
| Athéné                     | Minerva     | bölcsesség, tudomány, mesterségek, igazságos harc                                                              |
| Atlasz                     |             | titán, az égboltot tartja a vállán                                                                             |
| Atroposz                   | Atropus     | a Moirák egyike, aki a sors fonalát elvágja                                                                    |
| Baukisz                    |             | Philémon felesége                                                                                              |
| Bakkhosz                   | Bacchus     | Dionüszosz másik neve                                                                                          |
| Briareósz                  |             | százkezű óriás                                                                                                 |
| Briszéisz                  |             | Akhilleusz legkedvesebb rabnője                                                                                |
| Daidalosz                  |             | Ikarosszal szárnyakon a levegőbe szállt                                                                        |
| Damasztór                  |             | a Gigászok egyike                                                                                              |
| Danaidák                   |             | Danaosz ötven leánya, akik apjuk parancsára a nászéjszakán meggyilkolták férjüket                              |
| Daphné                     |             | nimfa, Apollón szerelme elől menekülve babérfává változott                                                     |
| Daphnisz                   |             | Hermész és egy nimfa fia, fiatal pásztoristen                                                                  |
| Démétér                    | Ceres       | Kronosz és Rheia leánya; a föld termékenysége, földművelés                                                     |
| Diké                       | Justitia    | Hóra, az igazság istenasszonya                                                                                 |
| Dióné                      |             | Aphrodité anyja                                                                                                |
| Dionüszosz                 | Bacchus     | Zeusz és Szemelé fia; szőlőművelés, bor, mámor                                                                 |
| Ekhión                     |             | a Gigászok egyike                                                                                              |
| Ekhó                       |             | nimfa, a visszhang megszemélyesítője                                                                           |
| Élektra                    |             | Zeusz kedvese, Dardanosz anyja / Agamemnón és Klütaimnésztra leánya / a Pleiaszok egyike                       |
| Élüszion                   | Elysium     | a jók lakhelye a halottak országában                                                                           |
| Éósz                       | Aurora      | A hajnal istennője a görög mitológiában. Hüperión titán és Theia leánya.                                       |
| Erebosz                    |             | Khaosz fia, örök sötétség                                                                                      |
| Erinnüszök                 | Furiák      | átok, büntetés, bosszú istennői                                                                                |
| Erisz                      | Discordia   | A viszály és veszekedés gonosz istennője                                                                       |
| Erósz                      | Amor        | szerelemisten, Aphrodité fia                                                                                   |
| Eumaiosz                   |             | Odüsszeusz hű kondása                                                                                          |
| Eunomia                    |             | Hóra, a törvények őre                                                                                          |
| Európé                     |             | Agénor föníciai király leánya, akit Zeusz bika képében rabolt el                                               |
| Eurüdiké                   |             | Orpheusz felesége                                                                                              |
| Eurünomé                   |             | Odüsszeusz házának hű gazdasszonya                                                                             |
| Gaia                       | Tellus      | földistennő, Uránosz felesége                                                                                  |
| Gigászok                   |             | Gaia fiai, kígyólábú óriások                                                                                   |
| Glaukosz                   |             | tengeristen, Néreusz szolgája                                                                                  |
| Gorgók                     |             | Porkhüsz és Kétó szörnyé változtatott leányai                                                                  |
| Graiák                     |             | a Gorgók nővérei, születésük óta öregasszonyok                                                                 |
| Griffek                    |             | kutyafejű szárnyas szörnyetegek                                                                                |
| Hadész                     | Pluto       | Kronosz és Rheia fia; alvilág királya, gazdagság                                                               |
| Harpüia                    |             | Thaumasz és Élektra leányai, félig nő, félig madár alakú, bűzös szörnyek                                       |
| Hébé                       | Juventas    | ifjúságistennő, Zeusz és Héra leánya                                                                           |
| Hekaté                     |             | titkos ráolvasások, lélekidézések, a természet titkai                                                          |
| Hektór                     |             | Priamosz fia, a legnagyobb trójai hős                                                                          |
| Heléné                     |             | Zeusz és Léda leánya, Menelaosz felesége, akit Parisz elrabolt                                                 |
| Helikón                    |             | Boiótiai hegy, a múzsák lakóhelye                                                                              |
| Héliosz                    | Sol         | Nap |
| Héphaisztosz               | Vulcanus    | Zeusz és Héra fia; tűz, kovácsmesterség                                                                        |
| Héra                       | Juno        | Zeusz felesége, házasság, anyaság                                                                              |
| Héraklész                  |             | Zeusz és Alkméné fia, nagy erejű hős                                                                           |
| Hermész                    | Mercurius   | Zeusz és Maia nimfa fia; az istenek hírnöke, kereskedelem, tolvajok, ékesszólás                                |
| Heszperia                  |             | a nyugat mesés országa                                                                                         |
| Heszperiszek               |             | négy nimfa a Föld nyugati szélén, kertjükben teremnek az aranyalmák                                            |
| Heszperosz                 |             | az esti csillag                                                                                                |
| Hesztia                    | Vesta       | Kronosz és Rheia leánya; családi tűzhely                                                                       |
| Hidra                      |             | vízi szörnyeteg                                                                                                |
| Hippokréné                 |             | a Pégaszosz fakasztotta forrás                                                                                 |
| Hórák                      | Horae       | Zeusz és Themisz lányai, évszakok, természet, társadalom rendjének őrei                                        |
| Hüperénór                  |             | Kadmosz sárkányfogból kikelt óriásainak egyike                                                                 |
| Hüperión                   |             | titán, a Hajnal, a Nap és a Hold apja                                                                          |
| Hüpnosz                    | Somnus      | Nüx fia; álom                                                                                                  |
| Iaszón                     |             | Aioszón fia, az argonauták vezetője                                                                            |
| Ida                        |             | nimfa, Zeusz dajkája                                                                                           |
| Ikarosz                    |             | Daidalosz fia, a repülés első áldozata                                                                         |
| Inó                        |             | Dionüszosz nevelőanyja, Leukothea néven tengeristennő lett                                                     |
| Io                         |             | Zeusz kedvese, akit Héra tehénné változtatott                                                                  |
| Iokaszté                   |             | Laiosz, majd Oidipusz felesége                                                                                 |
| Iphigeneia                 |             | Agamemnón és Klütaimnésztra leánya                                                                             |
| Irisz                      |             | szivárványistennő, az istenek hírnöke                                                                          |
| Iszméné                    |             | Oidipusz leánya                                                                                                |
| Kallisztó                  |             | Lükaón leánya, Zeusz medvévé változott kedvese                                                                 |
| Kasszandra                 |             | Priamosz jóstehetségű leánya                                                                                   |
| Kelainó                    |             | a hárpiák egyike                                                                                               |
| Kelaéno                    |             | a Pleiaszok egyike                                                                                             |
| Kentaurok                  |             | félig ember, félig ló alakú nép, Thesszália és Nyugat-Árkádia lakói                                            |
| Képhiszosz                 |             | folyóisten, Narkisszosz apja                                                                                   |
| Kerberosz                  | Cerberus    | az alvilág háromfejű kutyája                                                                                   |
| Kérek                      |             | a halálos végzet istennői                                                                                      |
| Khaosz                     | Chaos       | ősállapot |
| Khariszok                  | Gráciák     | kedvesség, báj, hála                                                                                           |
| Kharón                     | Charon      | az alvilág révésze                                                                                             |
| Kharübdisz                 |             | szörny, a hajósok réme, naponta háromszor beszívja és kiköpi a tengervizet                                     |
| Khimaira                   |             | oroszlán-, kecske- és kígyótestű szörny                                                                        |
| Kirké                      |             | Héliosz és Perszeisz leánya, varázslónő, Odüsszeusz és társai fogvatartója                                     |
| Klóthó                     | Clotho      | a Moirák egyike, aki a sors fonalát fonja                                                                      |
| Kókütosz                   |             | az alvilág egyik folyója                                                                                       |
| Kolkhisz                   |             | mesés keleti ország, ahonnan az argonauták az aranygyapjút elhozták                                            |
| Kronosz                    | Saturnus    | Uranosz és Gaia fia, a tizenkét titán egyike; idő, termékenység                                                |
| Kübelé                     | Cybele      | kis-ázsiai istennő, nagy istenanya                                                                             |
| Küklópszok                 | Cyclopes    | egyszemű óriások                                                                                               |
| Labürinthosz               |             | folyosóútvesztő Minósz palotájában                                                                             |
| Laisztrügónok              |             | emberevő óriások                                                                                               |
| Lakheszisz                 | Lachesis    | a Moirák egyike, gombolyítja a sors fonalát                                                                    |
| Lamposz                    |             | Éosz lova |
| Laodiké                    |             | Priamosz legszebb leánya, a föld nyelte el                                                                     |
| Laokoón                    |             | Apollón trójai papja, kígyók ölték meg két fiával együtt                                                       |
| Léda                       |             | Zeusz kedvese, hattyú alakjában csábította el                                                                  |
| Léthé                      |             | alvilági folyó                                                                                                 |
| Létó                       |             | Zeusz kedvese, Apollón és Artemisz anyja                                                                       |
| Lükaón                     |             | Árkádia királya, Zeusz farkassá változtatta                                                                    |
| Maia                       |             | a Pleiaszok egyike                                                                                             |
| Mainaszok                  | Maenadok    | Dionüszoszt kísérő, elragadtatott bakkhánsnők                                                                  |
| Médeia                     |             | Iaszón felesége, varázslónő                                                                                    |
| Medusza                    |             | a Gorgók egyike                                                                                                |
| Menoitész                  |             | Hadész teheneinek pásztora                                                                                     |
| Meropé                     |             | a Pleiaszok egyike; Órión megerőszakolta, azóta nem mutatkozik az égen                                         |
| Métisz                     |             | Ókeanosz leánya, az ész istennője                                                                              |
| Mimasz                     |             | a Gigászok egyike                                                                                              |
| Moirák                     | Párkák      | sorsistennők, Zeusz és Themisz leányai                                                                         |
| Mómosz                     |             | Nüx fia, az örök gáncsoskodás megtestesítője                                                                   |
| Morfeusz                   |             | álom |
| Muszaiosz                  |             | Orpheusz fia, az őskor legendás énekese                                                                        |
| Najádok                    |             | vízitündérek                                                                                                   |
| Nemeszisz                  |             | Nüx leánya, minden bűnt megtorló istenasszony                                                                  |
| Néreiszek                  |             | Néreusz és Dórisz leányai, nimfák                                                                              |
| Néreusz                    | Nereus      | idős tengeristen                                                                                               |
| Nesszosz                   |             | kentaur |
| Niké                       | Victoria    | győzelem |
| Nimfák                     |             | a hegyek, vizek, fák tündérei                                                                                  |
| Niobé                      |             | Tantalosz leánya, Amphión felesége. Kevélysége miatt mind a tizennégy gyermekét elvesztette                    |
| Nüx                        | Nox         | az éjszaka istennője                                                                                           |
| Ogügié                     |             | sziget, Kalüpszó nimfa lakhelye                                                                                |
| Oiagrosz                   |             | folyamisten |
| Ókeanosz                   |             | a földet körülfolyó nagy víz és istene                                                                         |
| Olümposz                   |             | Thesszália északkeleti részén emelkedő hegy, az istenek lakhelye                                               |
| Oresztész                  |             | Agamemnón és Klütaimnésztra fia, apja megbosszulója                                                            |
| Orpheusz                   |             | Kalliopé és Apollón fia, legendás énekes és lantjátékos                                                        |
| Pán                        | Faunus      | Hermész és egy nimfa fia, kecskelábú, kecskeszarvú; mezők, erdők, hegyek, nyájak                               |
| Pallasz                    |             | a Gigászok egyike                                                                                              |
| Pallasz Athéné             | Minerva     | Zeusz leánya; tudományok, mesterségek, városvédő istennő                                                       |
| Pandóra                    |             | Epimétheusz titán felesége, szelencéjének felnyitásával a szenvedést hozta a világra                           |
| Parisz                     |             | Priamosz és Hekabé fia, a trójai háború kirobbantója                                                           |
| Pégaszosz                  |             | Bellerophontész szárnyas csodalova, aki forrást fakasztott a Helikónon                                         |
| Pelórosz                   |             | a Gigászok egyike                                                                                              |
| Peneiosz                   |             | folyamisten, Daphné apja                                                                                       |
| Pénelopé                   |             | Odüsszeusz hűséges felesége                                                                                    |
| Periphétész                |             | vasbunkós útonálló, Thészeusz győzte le                                                                        |
| Perszephoné                | Proserpina  | Hádész felesége, az alvilág királynéja                                                                         |
| Petrai                     |             | a két bolygó szikla egyike, a hajósok réme                                                                     |
| Philoktétész               |             | Héraklész legjobb barátja, híres íjának örököse                                                                |
| Phineusz                   |             | vak jós, a hárpiák üldözésétől az argonauták segítségével szabadul meg                                         |
| Phószphorosz               | Lucifer     | a hajnali csillag                                                                                              |
| Pitüokomptész              |             | „Fanyűvő”, kegyetlen útonálló, Zeusz győzte le                                                                 |
| Planktai                   |             | a két bolygó szikla egyike, a hajósok réme                                                                     |
| Pleiaszok                  |             | Atlasz és Pleioné hét lánya                                                                                    |
| Plutosz                    |             | Démétér és Iaszión fia; gazdagság                                                                              |
| Podagré                    |             | hárpia, viharistennő                                                                                           |
| Poszeidón                  | Neptunus    | Kronosz és Rheia fia; a tenger legfőbb istene                                                                  |
| Priamosz                   |             | Laomedón fia, Trója királya                                                                                    |
| Prokrusztész               |             | útonálló, aki ágyba fektette és méretre igazította vendégeit                                                   |
| Prométheusz                |             | titán, aki megszerezte a tüzet az embereknek                                                                   |
| Próteusz                   |             | tengeristen, alakváltoztató és jövendőmondó                                                                    |
| Pügmaioszok                |             | törpe nép, évente háborúznak a darvakkal                                                                       |
| Pügmalión                  |             | Küproszi király, az általa faragott szobrot Aphrodité életre keltette                                          |
| Püthia                     |             | Apollón jövendőmondó papnője Delphoiban                                                                        |
| Püthón                     |             | sárkány, Apollón legyőzte                                                                                      |
| Rheia                      | Ops         | Kronosz felesége, az istenek anyja                                                                             |
| Szatírok                   | Faunok      | Dionüszosz félig ember, félig kecske alakú kísérői                                                             |
| Szeléné                    | Luna        | Héliosz nővére; Hold                                                                                           |
| Szibüllák                  | Sybillák    | Apollón jósnői                                                                                                 |
| Szibülla                   |             | Apollón jós papnője                                                                                            |
| Szirének                   |             | Akhelóosz folyamisten leányai, asszonyfejű, madártestű szörnyek, éneklésükkel veszedelembe csalják a hajósokat |
| Sziszüphosz                |             | Korinthosz alapítója; büntetése, hogy sziklát kell görgetnie egy hegyre                                        |
| Szkheria                   |             | a phaiákok mesés szigete                                                                                       |
| Szkülla                    |             | hatfejű emberevő szörny, a hajósok réme                                                                        |
| Szótér                     |             | Zeusz mellékneve: Megmentő                                                                                     |
| Szphinx                    |             | asszonyfejű, orosztántestű, madárszárnyú szörny                                                                |
| Szteropé                   |             | a Pleiaszok egyike                                                                                             |
| Sztüx                      |             | az alvilág szent folyója                                                                                       |
| Taigeté                    |             | a Pleiaszok egyike                                                                                             |
| Tantalosz                  |             | Zeusz fia, örök időkig tartó kínokkal büntették                                                                |
| Tartarosz                  |             | az alvilág legmélyebb régiója                                                                                  |
| Thanatosz                  |             | Nüx fia; halál                                                                                                 |
| Theia                      |             | Hüperión felesége; Éosz, Héliosz és Szeléné anyja                                                              |
| Themisz                    |             | lásd Diké |
| Thürszosz                  |             | Dionüszosz híveinek szőlőindával és repkénnyel díszített botja                                                 |
| Titánok                    |             | Uranosz és Gaia fiai és leányai                                                                                |
| Tritón                     |             | kisebb tengeristen, Poszeidón parancsainak kihirdetője                                                         |
| Tüphón                     |             | Gaia fia, százfejű tűzokádó óriás                                                                              |
| Udaiosz                    |             | Kadmosz sárkányfogból kikelt óriásainak egyike                                                                 |
| Uranosz                    | Caelus      | égisten, Khaosz után magához ragadta a világuralmat                                                            |
| Zeusz                      | Jupiter     | Kronosz és Rheia fia; istenek és emberek, ég, világosság, vihar ura                                            |
|                            | Bubona      | Maenad; a nyájak védnöke                                                                                       |
|                            | Cupido      | lásd Erósz |
|                            | Dis         | lásd Hadész |
|                            | Flora       | Maenad; virágok, tavasz                                                                                        |
|                            | Fortuna     | Maenad; a szerencse védnöke                                                                                    |
|                            | Janus       | kezdet és vég, két arca van                                                                                    |
|                            | Lares       | Maenadok; családi élet, házi tűzhely                                                                           |
|                            | Liber       | lásd Bakkhosz                                                                                                  |
|                            | Magna Mater | lásd Kübelé |
|                            | Manes       | Maenad; elhunytak szeretetének továbbéltetője                                                                  |
|                            | Mellonia    | Maenad; a méhesek védnöke                                                                                      |
|                            | Nemestrinus | Maenad; a ligetek védnöke                                                                                      |
|                            | Pales       | Maenad; a legelők védnöke                                                                                      |
|                            | Penates     | Maenad; a ház jólétének védője                                                                                 |
|                            | Pomona      | Maenad; a gyümölcsfák védnöke                                                                                  |
|                            | Pupercus    | lásd Pán |
|                            | Quirinus    | lásd Arész |
|                            | Silvanus    | Maenad; az erdő védnöke                                                                                        |
|                            | Terminus    | Maenad; a határok védnöke                                                                                      |
|                            | Virtus      | Maenad; az erény védnöke                                                                                       |